# Redenção da Serra
Redenção da Serra is een gemeente in de Braziliaanse deelstaat São Paulo. De gemeente telt 4.245 inwoners (schatting 2009).

## Aangrenzende gemeenten
De gemeente grenst aan Caçapava, Jambeiro, Natividade da Serra, Paraibuna, São Luís do Paraitinga en Taubaté.